# Énergie nucléaire dans l'Union européenne
L'énergie nucléaire dans l'Union européenne représentait environ 26 % de la production totale d'électricité en 2019 et près de la moitié de la production d'électricité bas-carbone dans l'UE.
Les politiques énergétiques des pays membres de l'Union européenne (UE) varient considérablement en fonction des États-membre. En février 2020, 13 des 27 pays avaient des réacteurs nucléaires. Les pays dotés de réacteurs sont : la Belgique, la Bulgarie, la République tchèque, la Finlande, la France, l'Allemagne, la Hongrie, les Pays-Bas, la Roumanie, la Slovaquie, la Slovénie, l'Espagne et la Suède. Le Royaume-Uni (ancien membre de l'Union européenne avec des liaisons électriques interconnectées avec l'UE) exploite également des réacteurs nucléaires.
En novembre 2021, 5 pays membres ont exhorté conjointement la Commission européenne à exclure l'énergie nucléaire de la taxonomie de la finance verte (financement recommandés verts) de l'UE ; à savoir les pays sont l'Allemagne, l'Autriche, le Portugal, le Danemark et le Luxembourg,,. Comme ils représentent collectivement moins de 19 % des États membres et moins de 25 % de la population totale de l'Union européenne, ils ne seraient pas en mesure de bloquer les recommandations de la Commission européenne visant à inclure à la fois le gaz fossile et l'énergie nucléaire dans l’ensemble des énergies de finance verte.

## Contexte

### Mix énergétique
En 2005, le mix énergétique de l'UE des 27 était composé primaire de 36,7 % de pétrole, 24,6 % de gaz fossile, 17,7 % de charbon, 14,2 % de nucléaire, 6,7 % d'énergies renouvelables et 0,1 % de déchets,. En 2006, l'énergie nucléaire a fourni la plus grande source (29,5%) d'électricité avec une production de 990 TWh et une capacité installée de 134 GWe (17,6 % de toute la capacité installée).
C'était la première source d'énergie électrique en Belgique, en France, en Hongrie, en Lituanie et en Slovaquie. La France, où le nucléaire est aussi la première source d'énergie primaire, a produit 450 TWh en 2006 soit 45 % du total de l'UE.
En juin 2013, il y avait 131 réacteurs nucléaires dans l'Union européenne dont 112 situées dans huit des pays de l'ouest de l'UE. La production totale d'énergie nucléaire des centrales électriques de l'UE a augmenté de 25 % entre 1995 et 2005. La majeure partie de cette croissance s'est produite dans les années 1990. Les capacités installées ont diminué de 2,6 % depuis 1990 et la contribution relative à légèrement diminuée au mix électrique global est passée de 30,8 % en 1990 à 30,2 % en 2005.
En 2019, il y avait 106 réacteurs opérationnels et la production a diminué de 16 %, principalement en raison de l'arrêt d'un certain nombre de réacteurs en Allemagne.
Cette même année l'énergie nucléaire a contribué à plus de la moitié de l'énergie à faible émission de carbone de l'Union européenne.

### Politique au niveau de l'UE
La politique nucléaire européenne est régie par le traité Euratom. La politique habituelle de l'UE comme celle sur l'environnement ou de marché ne s'applique pas aux questions dans le domaine nucléaire. La politique nucléaire relève principalement de la compétence des États membres. Au niveau de l'UE, l'ENER est  la principale autorité pour les questions nucléaires au sein de l'UE.
Le Conseil européen est le lieu des décisions intergouvernementales. Le Parlement européen n'a pas d'autorité dans le domaine de la politique nucléaire autre que le droit de poser des questions à la Commission européenne.
En cas d'urgence radiologique, l'UE déclenchera son système d'alerte ECURIE, qui notifie immédiatement à toutes les autorités nationales de l'imminence d'un danger nucléaire. Ce système a été installé après l'expérience de la catastrophe de Tchernobyl.
Le plan SET de la Commission mentionne « l'initiative de fission nucléaire durable » pour développer des réacteurs de génération IV comme l'une des priorités de recherche de l'Union européenne.
La Commission européenne propose un test de résistance pour toutes les centrales nucléaires en Europe, afin de prouver que le parc nucléaire peut résister à des incidents comme ceux de Fukushima. La Commission européenne propose également des tests pour les pays proches de l'UE qui utilisent l'énergie nucléaire.
Après l'invasion de l'Ukraine par la Russie de 2022, la dépendance de l'Europe à l'industrie nucléaire russe pose problème. Selon le think tank Royal United Services Institute, les importations de combustible et de technologies nucléaires russes dans l'Union européenne ont continué d'augmenter en 2022, atteignant un point haut en trois ans, malgré l'Invasion de l'Ukraine par la Russie de 2022. Géant mondial et leader incontesté dans l'exportation de centrales nucléaires dans le monde, le géant Rosatom fournit du combustible aux multiples centrales de conception russe implantées en Europe, des services de maintenance mais aussi de l'uranium naturel et de l'uranium enrichi, pour lequel il revendique 31 % de parts de marché en Europe. Rosatom est en outre l'un des principaux clients des turbines Arabelle fabriquées à Belfort dans l'ex-usine d'Alstom rachetée par General Electric et désormais propriété du groupe EDF. Le plan REPowerEU mentionne la nécessité de diversifier les sources d'approvisionnement dans l'industrie nucléaire auprès de pays alliés, mais compte tenu de l'ampleur des intérêts des États membres, et en particulier de ceux de la Hongrie qui a confié la construction de l'extension de sa centrale nucléaire de Paks à Rosatom, les Européens ont renoncé à sanctionner le nucléaire russe. Les initiatives restent donc à la discrétion des États membres. Dès le début du conflit, la Finlande a mis fin à son contrat avec Rosatom pour la construction de la centrale de Hanhikivi I. Fin décembre 2022, la Bulgarie annonce avoir contractualisé avec l'américain Westinghouse pour approvisionner en combustible une partie de son unique centrale nucléaire de conception russe. Un autre contrat est attendu avec le français Framatome pour approvisionner le deuxième réacteur du site.

## Ressources en uranium
Aucun pays de l'Union européenne ne figure parme les dix principaux pays détenteurs de réserves prouvées récupérables d'uranium. Les quatre premiers de ces pays sont l'Australie, le Kazakhstan, le Canada et la Russie.
Parmi les dix premiers producteurs d'uranium naturel en 2020 ne figure aucun pays de l'Union européenne, mais quatre pays de l'ancienne Union soviétique : Kazakhstan (au 1er rang), Ouzbékistan (5ème), Russie (7ème) et Ukraine (9ème).

## Aspects techniques

### Tests de résistance
Des tests de résistance ont été développés au sein de l'UE à la suite de la catastrophe nucléaire de Fukushima pour faire en sorte que les 132 réacteurs européens en service suivent les mêmes normes de sécurité et aient le même niveau de sécurité pour une liste d'événements catastrophiques possibles (par exemple tremblement de terre, inondation ou crash d'avion). La plupart des réacteurs ont bien fonctionné lors des tests, seuls 4 réacteurs dans 2 pays disposant de moins d'une heure pour réactiver les systèmes de sûreté ; cependant, la plupart des réacteurs devront également subir un programme de mise à niveau de la sécurité. En 2012, les coûts des améliorations supplémentaires de la sûreté ont été estimés entre 30 et 200 millions d'euros par tranche de réacteur. Ainsi, le coût total de mise à niveau des 132 réacteurs en exploitation dans l'UE pourrait être de l'ordre de 10 à 25 milliards d'euros au cours des prochaines années.

### Déchets nucléaires
En moyenne, l'UE crée environ 40 000 mètres cubes de déchets radioactifs par an. Quatre-vingts pour cent de ces déchets sont des déchets radioactifs de faible activité à vie courte. La France est actuellement le seul pays de l'UE à retraiter les déchets. Le retraitement devrait se poursuivre en France. Les pays qui utilisent actuellement ce combustible de retraitement (MOX) sont l'Allemagne, la Belgique, la France et la Suisse. Le retraitement du combustible usé diminue significativement son volume et en extrait du plutonium qui peut être recyclé comme combustible. Bien que le plutonium soit communément associé aux armes nucléaires, le plutonium extrait avec retraitement n'est pas adapté aux armes nucléaires « classiques ».
La BERD finance le démantèlement d'anciennes centrales nucléaires en Bulgarie, en Lituanie et en Slovaquie.
Les États membres de l'UE, l'Autriche, l'Irlande, les Pays-Bas, la Pologne, la Slovaquie, la Bulgarie, l'Italie, la Lituanie, la Roumanie et la Slovénie travaillent ensemble depuis janvier 2009 au sein de « l'European Repository Development Organisation (ERDO) » pour résoudre les problèmes liés au stockage des déchets nucléaires.
ERDO travaillait début 2010 sur un projet de stockage des déchets nucléaires européens quelque part en Europe de l'Est.
« Quelque 7 000 mètres cubes de déchets nucléaires de haute activité sont produits chaque année dans l'UE. La plupart des États membres entreposent le combustible usé et d'autres déchets hautement radioactifs dans des installations de stockage en surface qui nécessitent une maintenance et une surveillance continues et sont exposées à des risques d'accidents, tels que des accidents d'avion, des incendies ou des tremblements de terre. La Hongrie et la Bulgarie expédient actuellement des déchets nucléaires vers la Russie ».
Le 19 juillet 2011, la Commission européenne a adopté une directive relative à la réglementation et au traitement des déchets nucléaires dans l'UE. « Les exportations vers des pays extérieurs à l'UE sont autorisées sous des conditions très strictes et contraignantes : le pays tiers doit disposer d'un stockage final en fonctionnement, lorsque les déchets sont expédiés. Un tel dépôt pour déchets hautement radioactifs est internationalement défini comme étant un dépôt géologique profond. À l'heure actuelle, de tels dépôts géologiques profonds n'existent nulle part dans le monde et aucun dépôt n'est en construction en dehors de l'UE. Il faut actuellement un minimum de 40 ans pour en développer et en construire un. » .
Le projet MAX (2011 à août 2014), financé en partie par une contribution de la Commission européenne de près de 3 millions d'euros, incarnait un travail sur la transmutation des déchets en éléments moins toxiques à vie plus courte . Le rapport final d'août 2014 est disponibleet conclut qu'aucune étape importante n'a pas été atteint.

### Démantèlement nucléaire
On estime que d'ici à 2025 plus d'un tiers des réacteurs actuellement opérationnels de l'UE seront en fin de vie et devront être arrêtés. Au moment de l'adhésion à l'UE, la Bulgarie, la Lituanie et la Slovaquie sont convenues d'arrêter les réacteurs des sites de Kozloduy, Ignalina et Bohunice respectivement : ces programmes sont actuellement en cours. D'autres activités de démantèlement sont en cours pour les réacteurs plus anciens fermé pour des raisons politiques (par exemple en Italie et en Allemagne) ou simplement parce qu'ils sont arrivés en fin de vie (Royaume-Uni).
En 2016, Reuters a rapporté que la Commission européenne estimait que les passifs de démantèlement nucléaire de l'UE étaient gravement sous-financés avec seulement 150 milliards d'euros d'actifs affectés pour couvrir 268 milliards d'euros de coûts de démantèlement attendus couvrant à la fois le démantèlement des centrales nucléaires ainsi que le stockage des pièces et de déchets radioactifs. Parmi les États membres de l'UE qui exploitent des centrales nucléaires, seuls les exploitants britanniques disposent de suffisamment d'actifs dédiés pour couvrir les coûts prévus : 63 milliards d'euros selon le projet de document de travail de la Commission. La France avait le plus grand déficit avec seulement 23 milliards d'euros d'actifs affectés pour couvrir 74 milliards d'euros de coûts estimés. Un test de résistance effectué par le ministère allemand de l'Économie a montré les provisions constituées par les services publics du pays - E.ON, RWE, EnBW et Vattenfall étaient suffisant. Les coûts de démantèlement varient selon le type et la taille du réacteur, son emplacement, la proximité et la disponibilité d'installations de stockage définitif, l'utilisation future prévue du site et l'état du réacteur au moment du démantèlement. Bien que le démantèlement puisse progressivement devenir moins cher, le coût des dépôts de déchets ultimes est largement inconnu et les coûts pourraient également augmenter, plutôt que diminuer, au cours des nombreuses décennies en question. La Commission européenne a refusé de commenter un document non publié et n'a pas confirmé la date de publication du rapport.

## L'industrie nucléaire européenne

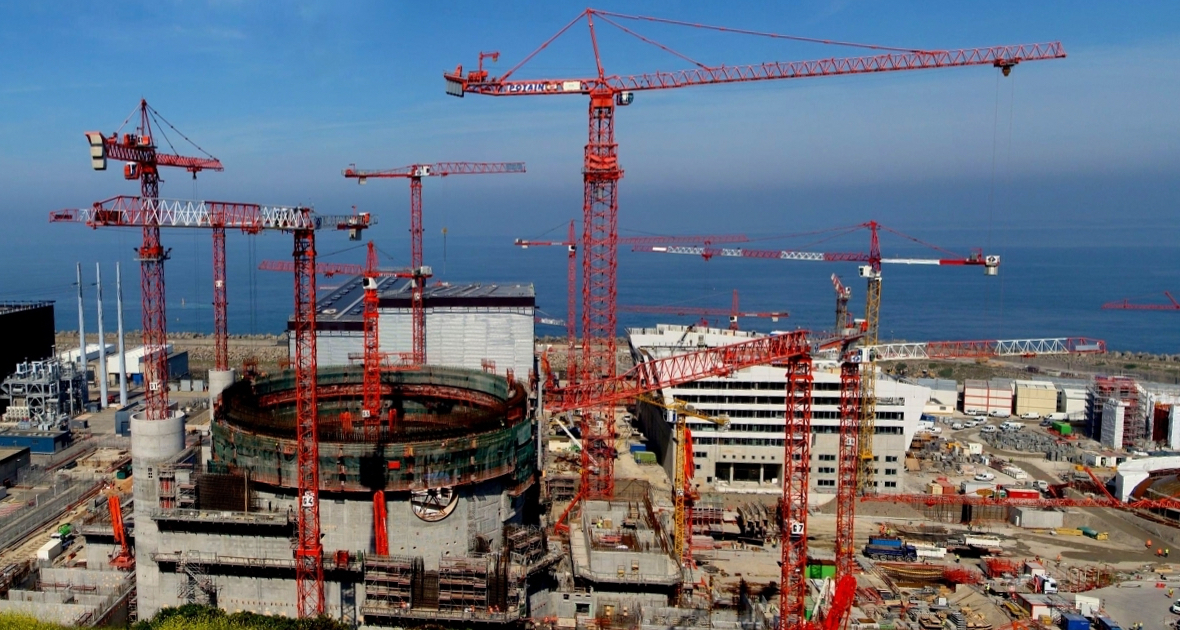
L'EPR de Flamanville de troisième génération (en 2010).

Les nouveaux réacteurs avancés en construction en Finlande et en France, qui devaient mener à une relance nucléaire, ont été retardés et dépassent leur budget. Le nouveau réacteur représente également une avancée par rapport aux technologies existantes, avec une meilleure fiabilité et sécurité par rapport aux réacteurs de génération II . Enfin, il s'agit d'installations industrielles « premières du genre », qui connaissent donc toutes sortes de problèmes et de retards qu'il convient d'éviter dans les projets suivants.
L'industrie nucléaire européenne travaille au développement de réacteurs nucléaires de génération IV.
Des entreprises et des organisations commerciales comme Foratom, General Electric, Hitachi et Toshiba sont tous des partenaires de l'industrie nucléaire européenne. D'autres partenaires peuvent inclure TEPCO du Japon et KEPCO de Corée du Sud. L'industrie nucléaire est réglementée par les gouvernements et le financement est souvent fourni à des entrepreneurs privés qui effectuent le travail.
La sûreté nucléaire est débattue au sein de l'UE. La « Western European Nuclear Regulators Association » compte des membres dans 17 États ou pays européens. La sûreté nucléaire est confrontée à de nombreux défis. La WENRA relève ces défis et s'engage à fournir des rapports objectifs.

## Développements futurs
Actuellement, huit pays européens construisent de nouveaux réacteurs ou envisagent sérieusement d'en construire de nouveaux :
- France
- Finlande
- Slovaquie
- Royaume-Uni
- Pologne
- Hongrie
- Roumanie
- République Tchèque

Les plans slovènes d'extension de l'usine de Krško semblent avoir été abandonnés, au lieu de cela, une prolongation de la durée de vie de 20 ans est en cours d'évaluation. Les nouveaux réacteurs EPR en construction en Finlande et en France continuent d'être construits. Des problèmes similaires se posent pour les nouveaux réacteurs VVR en construction à Mochovce, en Slovaquie, qui sont de toute façon sur le point d'être achevés.
L'État français continue de financer l'énergie nucléaire avec 1 milliard d'euros pour aider la recherche sur la technologie de quatrième génération et la sécurité nucléaire.
Plusieurs pays, parmi ceux qui possèdent des centrales nucléaires, ont de toute façon augmenté leur capacité de production d'énergie nucléaire en modernisant simplement les réacteurs existants. Ces mises à niveau accordaient de 10% à 29% de puissance en plus par unité.
À la suite de la catastrophe nucléaire de Fukushima, l'Allemagne a définitivement arrêté huit de ses réacteurs et s'est engagée à fermer les autres d'ici  fin 2022,,.
L'Italie a voté deux fois, en 1987 pour rendre plus difficile la construction de nouvelles centrales. Le vote a été largement interprété par les gouvernements suivants comme une abrogation totale des centrales nucléaires, entraînant la fermeture soudaine de tous les réacteurs italiens en service en quelques années. Un second référendum a eu lieu en 2011, qui a confirmé la volontée du peuple italien de ne pas avoir de centrales nucléaires sur son sol.
La Suisse et l'Espagne ont interdit la construction de nouveaux réacteurs mais conservent pour le moment ceux en activité.
La Belgique envisage de fermer progressivement ses centrales nucléaires d'ici à 2035.
La France, souvent présentée comme un modèle commercial nucléaire pour le monde a décidé de réduire la part du nucléaire à 50 % d'ici 2035 contre 70% environ en 2019. Le Président de la République Emmanuel Macron a annoncé en février 2022 lors du discours de Belfort l'abrogation de cette mesure. La prolongation de l'exploitation des réacteurs existants jusqu'à 50 ans, 60 ans voir plus et la construction de 6 nouveaux réacteurs EPR2, ainsi que l'étude de 8 réacteurs additionnels, furent également annoncés.
La Suède a adopté une politique de sortie du nucléaire dès 1980, précédant ainsi tous ces pays, mais seuls les deux réacteurs les plus anciens et en fin de vie, sur douze, ont été arrêtés. En 2010, le Parlement suédois a abrogé cette orientation politique sans pour autant lancer la construction de nouveaux réacteurs.

Les 8 réacteurs nucléaires allemands (Biblis A et B, Brunsbuettel, Isar 1, Kruemmel, Neckarwestheim 1, Philippsburg 1 et Unterweser) ont été définitivement arrêtés le 6 août 2011, à la suite de la catastrophe nucléaire japonaise de Fukushima.

Comme indiqué, la catastrophe nucléaire de Fukushima au Japon en 2011 a conduit certains responsables européens de l'énergie à repenser la production d'énergie nucléaire, en particulier en Allemagne et en Suisse.
La Suisse a abandonné ses projets de remplacement de ses anciens réacteurs nucléaires et mettra le dernier hors service en 2034.
En Allemagne, le gouvernement a décidé de fermer huit réacteurs immédiatement (le 6 août 2011) et de mettre à l'arrêt les neuf autres d'ici la fin de l'année 2022. La montée en puissance des énergies renouvelables en Allemagne a, finalement, davantage compensé la diminution de la production nucléaire, peu émettrice en CO2, plutôt que la production d'électricité utilisant le charbon encore très présente dans le pays. En septembre 2011, Siemens, qui avait été responsable de la construction des 17 centrales nucléaires allemandes existantes, a annoncé qu'elle quitterait le secteur nucléaire à la suite de la catastrophe de Fukushima et des modifications ultérieures de la politique énergétique allemande. Le directeur général de l'entreprise Peter Löscher a soutenu le projet d'« Energiewende » du gouvernement allemand, c'est-à-dire la transition vers les énergies renouvelables, le qualifiant de "projet du siècle". Il affirma également que l'objectif de Berlin d'atteindre 35% de production d'électricité d'origine renouvelable d'ici 2020 était réalisable. Toutefois, la sortie progressive de l'énergie nucléaire semble être beaucoup plus difficile et coûteuse que prévu. La politique de transition énergétique vers les énergies renouvelables n'a pas atteint ses objectifs à court terme et atteindra difficilement ceux de moyen terme. En effet, les technologies utilisant les combustibles fossiles demeurent moins chères et plus faciles à mettre en œuvre que celles utilisant des sources renouvelables et qui sont fortement subventionnées par l'État,.

## Sources et références
1. ↑  (en-GB) « Nuclear power plants provide about a quarter of EU's electricity » [archive du 19 février 2021], ec.europa.eu (consulté le 19 février 2021)
2. 1 2  « The role of nuclear in a low-carbon Europe » [archive du 16 janvier 2021], energyfocus.the-eic.com, Energy Focus (consulté le 19 février 2021)
3. ↑  « Power Reactor Information System », International Atomic Energy Agency,‎ 18 septembre 2010 (lire en ligne, consulté le 11 février 2012)
4. ↑  (de) « Joint Declaration for a nuclear-free EU Taxonomy - BMUV-Meldung » [archive du 20 février 2022], bmuv.de (consulté le 3 janvier 2022)
5. ↑  (en-GB) Kurmayer, « Five EU countries form anti-nuclear alliance at COP26 » [archive du 3 janvier 2022], www.euractiv.com, 12 novembre 2021 (consulté le 3 janvier 2022)
6. 1 2  (en) « EU moves to label gas and nuclear energy as 'green' » [archive du 3 janvier 2022], dw.com, 1er janvier 2022 (consulté le 3 janvier 2022)
7. ↑  « Primary energy consumption by fuel (%) in 2005 » [archive du 12 juillet 2012], EEA-European Environment Agency
8. ↑  (en) Fernanado Esteban, « The future of nuclear energy in the European Union » [archive du 5 février 2009], sur ec.europa.eu, 23 mai 2002 (consulté le 5 août 2008)
9. ↑  
(en) « EU ENERGY IN FIGURES 2007/2008 », Eurostat,‎ 2008 (lire en ligne [PDF], consulté le 3 décembre 2008)
10. ↑  « Gas and electricity market statistics », Eurostat,‎ 26 octobre 2007 (lire en ligne, consulté le 13 mai 2012)
11. ↑  Sharon Wajsbrot, La difficile émancipation du nucléaire européen vis-à-vis du géant russe Rosatom, Les Échos, 21 février 2023.
12. ↑  (en) Supply of Uranium - Uranium availability, World Nuclear Association, mis à jour en septembre 2021.
13. ↑  (en) « Uranium production figures, 2011-2020 », World Nuclear Association, septembre 2021.
14. ↑  « COMMUNICATION DE LA COMMISSION AU CONSEIL ET AU PARLEMENT EUROPÉEN sur les évaluations globales des risques et de la sûreté («tests de résistance») des centrales nucléaires dans l'Union européenne et les activités y afférentes », sur ec.europa.eu, 4 octobre 2012.
15. ↑  
« Management of spent nuclear fuel and radioactive waste », Europa. SCADPlus,‎ 22 novembre 2007 (lire en ligne, consulté le 15 mai 2008)
16. ↑  (en) « Talk of nuclear revival rekindles waste concerns », NBC News,‎ 20 janvier 2008 (lire en ligne, consulté le 5 mars 2016)
17. ↑  « Nuclear safety [EBRD – Sector] » [archive du 26 octobre 2010]
18. ↑  « ERDO – Working Group » [archive du 31 décembre 2021], www.erdo-wg.com (consulté le 11 juillet 2021)
19. ↑  « Archived copy » [archive du 8 octobre 2011] (consulté le 8 mars 2011)
20. ↑  « Archived copy » [archive du 23 octobre 2011] (consulté le 18 août 2011)
21. 1 2  « Press corner » [archive du 25 août 2020], European Commission – European Commission (consulté le 11 juillet 2021)
22. ↑  « (see section "Project information") » [archive du 21 juillet 2015] (consulté le 19 juillet 2015)
23. ↑  « Archived copy » [archive du 16 juin 2015] (consulté le 19 juillet 2015)
24. ↑  « Archived copy » [archive du 21 juillet 2015] (consulté le 19 juillet 2015)
25. ↑  « Decommissioning of nuclear facilities » [archive du 23 juin 2021], Energy – European Commission, 31 juillet 2014 (consulté le 11 juillet 2021)
26. ↑  « Nuclear Decommissioning: Decommission nuclear facilities – World Nuclear Association » [archive du 24 janvier 2020], www.world-nuclear.org (consulté le 11 juillet 2021)
27. ↑  « EU short of 118 billion euros in nuclear decommissioning funds », Reuters,‎ 16 février 2016 (lire en ligne, consulté le 21 février 2016)
28. ↑  Western European Nuclear Regulators' Association, « About Us: WENRA's mission » [archive du 15 janvier 2022], www.wenra.eu (consulté le 22 février 2022)
29. ↑  « World Nuclear Power Reactors | Uranium Requirements | Future Nuclear Power – World Nuclear Association » [archive du 8 octobre 2010], www.world-nuclear.org (consulté le 11 juillet 2021)
30. ↑  (en) « France nuclear power funding gets 1bn euro boost », BBC News,‎ 27 juin 2011 (lire en ligne, consulté le 8 septembre 2019)
31. ↑  « Plans for New Nuclear Reactors Worldwide – World Nuclear Association » [archive du 31 janvier 2016], www.world-nuclear.org (consulté le 11 juillet 2021)
32. ↑  Annika Breidthardt, « German government wants nuclear exit by 2022 at latest » [archive du 26 décembre 2019], Reuters, 30 mai 2011 (consulté le 5 juillet 2021)
33. 1 2  SPIEGEL, « High Costs and Errors of German Transition to Renewable Energy », Der Spiegel,‎ 4 septembre 2013 (lire en ligne, consulté le 7 septembre 2021)
34. 1 2  « Three lessons from Germany's energy transition » [archive du 20 octobre 2014] (consulté le 16 octobre 2014)
35. ↑  « Italy Nuclear Referendum Results » [archive du 25 mars 2012], 13 juin 2011
36. 1 2 3  Henry Sokolski, « Nuclear Power Goes Rogue » [archive du 25 mai 2015], Newsweek, 28 novembre 2011 (consulté le 25 mai 2015)
37. ↑  « Belfort : Emmanuel Macron annonce "la renaissance du nucléaire civil français" », sur France 3 Bourgogne-Franche-Comté, 10 février 2022 (consulté le 6 octobre 2023)
38. ↑  « Nuclear Energy in Sweden – World Nuclear Association » [archive du 25 juin 2021], www.world-nuclear.org (consulté le 11 juillet 2021)
39. ↑  IAEA, « Power Reactor Information System » [archive du 11 février 2012], 2011 (consulté le 18 septembre 2010)
40. ↑  (en) « Siemens to quit nuclear industry », BBC,‎ 18 septembre 2011 (lire en ligne, consulté le 25 juin 2021)